# Hans Halm (General)
Hans Halm (* 24. Februar 1879 in Rappoltsweiler; † 9. Oktober 1957 in Kronberg im Taunus) war ein deutscher General der Infanterie im Zweiten Weltkrieg.

## Leben
Halm trat am 6. Februar 1897 dem Hannoverschen Jäger-Bataillon Nr. 10 der Preußischen Armee in Goslar bei und avancierte Ende Januar 1898 zum Leutnant. Am 7. Juli 1901 erfolgte seine Versetzung in 3. Ostasiatische Infanterie-Regiment und im Jahr darauf in das 1. Ostasiatische Infanterie-Regiment, mit denen er sich an der Niederschlagung des Boxeraufstandes in China beteiligt. Nach seiner Rückkehr nach Deutschland erfolgte eine Verwendung in der Maschinengewehr-Abteilung Nr. 3, bis er am 18. November 1905 zu seinem Stammregiment zurückkehre. Für drei Jahre absolvierte Halm ab Oktober 1906 die Kriegsakademie in Berlin und wurde Mitte Mai 1907 Oberleutnant. Zum 22. März 1910 erfolgte seine Kommandierung zum Großen Generalstab, in den er am 22. März 1912 unter Beförderung zum Hauptmann versetzt wurde. Während der kommenden beiden Jahre war er drei Mal zugleich zur Fliegertruppe kommandiert. Im Juli 1912 wurde er mit dem Roten Adlerorden IV. Klasse und im März 1913 mit dem Orden der Eisernen Krone III. Klasse ausgezeichnet. Am 23. Mai 1914 wurde er in den Generalstab des XVIII. Armee-Korps versetzt.
Hier war Halm über den Beginn des Ersten Weltkriegs bis zum 15. November 1914 tätig. Anschließend wurde er als Generalstabsoffizier in den Generalstab der Großherzoglich Hessischen (25.) Division versetzt. In gleicher Eigenschaft war er vom 3. Februar bis 25. Mai 1916 im Generalstab der Armeeabteilung Gaede sowie danach bis Anfang August 1917 beim Generalstab des Feldeisenbahnwesens bei der Obersten Heeresleitung. Hier stieg Halm am 10. August 1917 zum Abteilungschef auf und über das Kriegsende hinaus bis zum 31. Januar 1919 verwendet. Für sein Wirken erhielt Halm neben beiden Klassen des Eisernen Kreuzes, das Ritterkreuz des Königlichen Hausordens von Hohenzollern mit Schwertern, den Bayerischen Militärverdienstorden IV. Klasse mit Schwertern und Krone, das Ritterkreuz des Ordens der Württembergischen Krone mit Schwertern, die Hessische Tapferkeitsmedaille, das Mecklenburgische Militärverdienstkreuz II. Klasse, das Friedrich-August-Kreuz I. Klasse und das Hanseatenkreuz Bremen sowie von den verbündeten Österreichern das Militärverdienstkreuz III. Klasse mit Kriegsdekoration.
Zum 1. Februar 1919 stieg Halm zum Abteilungschef im Großen Generalstab auf, dessen Posten er bis Ende September 1919 innehielt. Im Anschluss wurde er in die Reichswehr übernommen und war bis Juni 1921 als Leiter der Transportabteilung im Reichswehrministerium. Anschließend wurde Halm zum Kommandeur des I. Bataillons im 18. Infanterie-Regiment ernannt und am 1. Oktober 1922 zum Oberstleutnant befördert. Im Januar 1926 kehrte er in das Reichswehrministerium zurück, wurde am 1. Februar 1926 Oberst und war bis Ende Oktober 1927 erneut Leiter der Transport-Abteilung. Am 1. November 1927 wurde er zum Kommandeur des 11. (Sächsisches) Infanterie-Regiments in Leipzig ernannt, welches er bis Ende August 1929 kommandierte. Während dieser Zeit nahm er an deutsch-sowjetischen Manövern teil. Im Anschluss wurde er zum 1. September 1929 in den Stab des Gruppenkommandos 1 berufen und zur Botschaft in Moskau abkommandiert. Dieser Aufenthalt für ein Jahr in der Sowjetunion diente seinem Einsatz als deutscher Offiziersgast im Generalstab der Roten Armee. In dieser Eigenschaft avancierte er am 1. Oktober 1929 zum Generalmajor. Mit seiner Rückkehr nach Deutschland Ende Oktober 1930 wurde Halm am 1. November 1930 zum Infanterie-Führer V der 5. Division ernannt und am 1. Februar 1931 zum Generalleutnant befördert. Am 30. September 1931 trat er in den Ruhestand ein.
Zum 1. April 1934 erfolgte Halms Reaktivierung für die im Aufbau befindliche Luftwaffe. Er fungierte bis Ende Februar 1935 zunächst als Präsident des Höheren Luftamtes in Münster und war anschließend von März 1935 bis Ende März 1938 Befehlshaber im Luftkreis IV (Münster). In dieser Funktion wurde er bereits am 1. Oktober 1935 zum General der Flieger ernannt. Am 31. März 1938 schied Halm wieder aus dem Wehrdienst aus.
Im Zuge der Allgemeinen Mobilmachung erfolgte Halms erneute Reaktivierung am 26. August 1939. Hier wurde er vorerst dem Heer zur Verfügung gestellt. Später fungierte er als Kommandierender General des stellvertretenden VIII. Armeekorps und Befehlshaber im Wehrkreis VIII. Am 17. April 1940 erhielt er durch Umbenennung den Dienstgrad als General der Infanterie. Ende April 1942 gab Halm diesen Posten ab und stand bis Juni 1942 erneut zur Verfügung des Heeres. Am 30. Juni 1942 schied er dann endgültig aus dem aktiven Wehrdienst aus. Eine Verwendung erfolgte nicht mehr. Nach seiner Verabschiedung erhielt Halm am 12. Juni 1943 das Deutsche Kreuz in Silber.